# Streymoy
Streymoy (dán.: Strømø, isl.: Straumey, čes.: ostrov proudů) je největší a nejlidnatější ostrov na Faerských ostrovech. Leží na něm hlavní město Tórshavn.

## Geografie
Má rozlohu 373,5 km², je 48 km dlouhý a 14 km široký. Na severovýchodě jsou zde dva hluboké fjordy Kollafjørður a Kaldbaksfjørður. Ostrov je velmi hornatý, hlavně na severozápadě, kde je nejvyšší hora ostrova Kopsenni s 789 metry. Průměrná nadmořská výška je 500 m n. m.
Na ostrově je většinou tráva, bez stromů, až na několik uměle vysazených lesů.
Streymoy je od druhého největšího ostrova Eysturoy oddělen průlivem Sundini na východě. Na západě je ostrov Vágar, na jihu ostrovy Sandoy, Koltur, Hestur a na jihovýchodě Nólsoy.
Pouze 0,2 % povrchu ostrova tvoří voda. Největšími jezery jsou Vatnið, Myrarnar a Leynavatn.

## Obyvatelstvo
Na ostrově žije 21 420 obyvatel, což je 40 % z celkového počtu obyvatel na Faerech. Největší podíl má největší město Tórshavn, které má 15 000 obyvatel.

### Tórshavn
Tórshavn je hlavním městem Faerských ostrovů. Je umístěn na jihu ostrova a má 12 393 obyvatel. Jméno města znamená Thorův přístav, je pojmenováno po bohu bouře a blesků v severské mytologii.

### Další města
- Hoyvík (3 100 obyvatel)
- Argir (1 881 obyvatel)
- Vestmanna (1 232 obyvatel)
- Kollafjørður (1 003 obyvatel)

## Doprava
Všechny osady na ostrově jsou spojeny asfaltovanými silnicemi. Hlavní silnice do Tórshavnu spojuje s ostrovem Eysturoy most přes průliv Sundini. V roce 2002 byl dokončen 4 km dlouhý podmořský tunel, spojující ostrovy Streymoy a Vágar. V roce 2020 byl otevřen další, 11 km dlouhý podmořský tunel Eysturoyartunnilin mezi Streymoy a Eysturoy.
Streymoy je spojen pravidelným převozem na ostrovy Sandoy a Suðuroy. V letních měsících jsou pravidelné lodní spoje mezi Hanstholmem v Dánsku, Lerwickem na Shetlandách, Bergenem v Norsku a Seyðisfjörðurem na Islandu. Na ostrově není žádné letiště. Jediné faerské letiště je na ostrově Vágar.

## Galerie

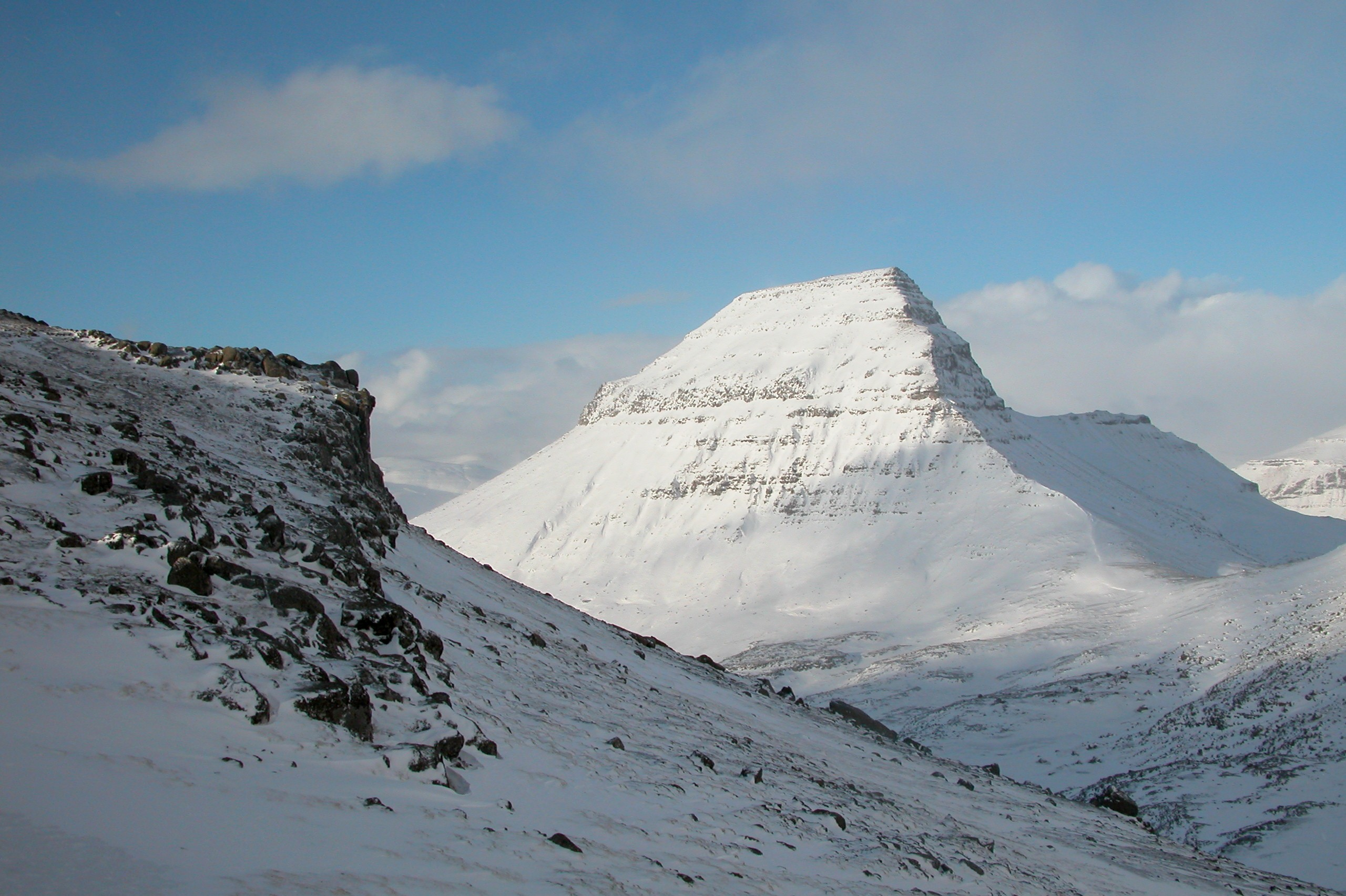
Zima na ostrově Streymoy
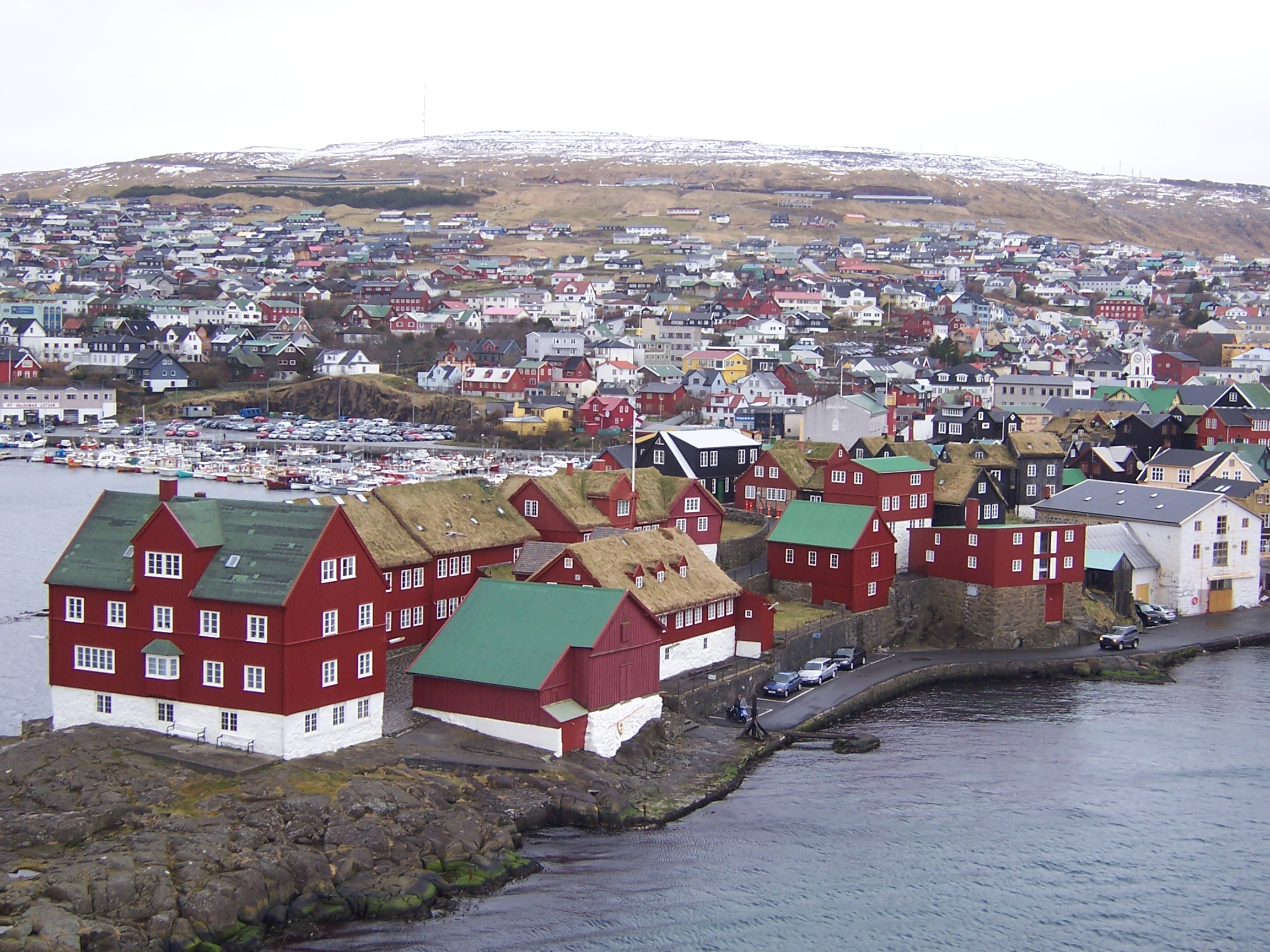
Hlavní město Tórshavn
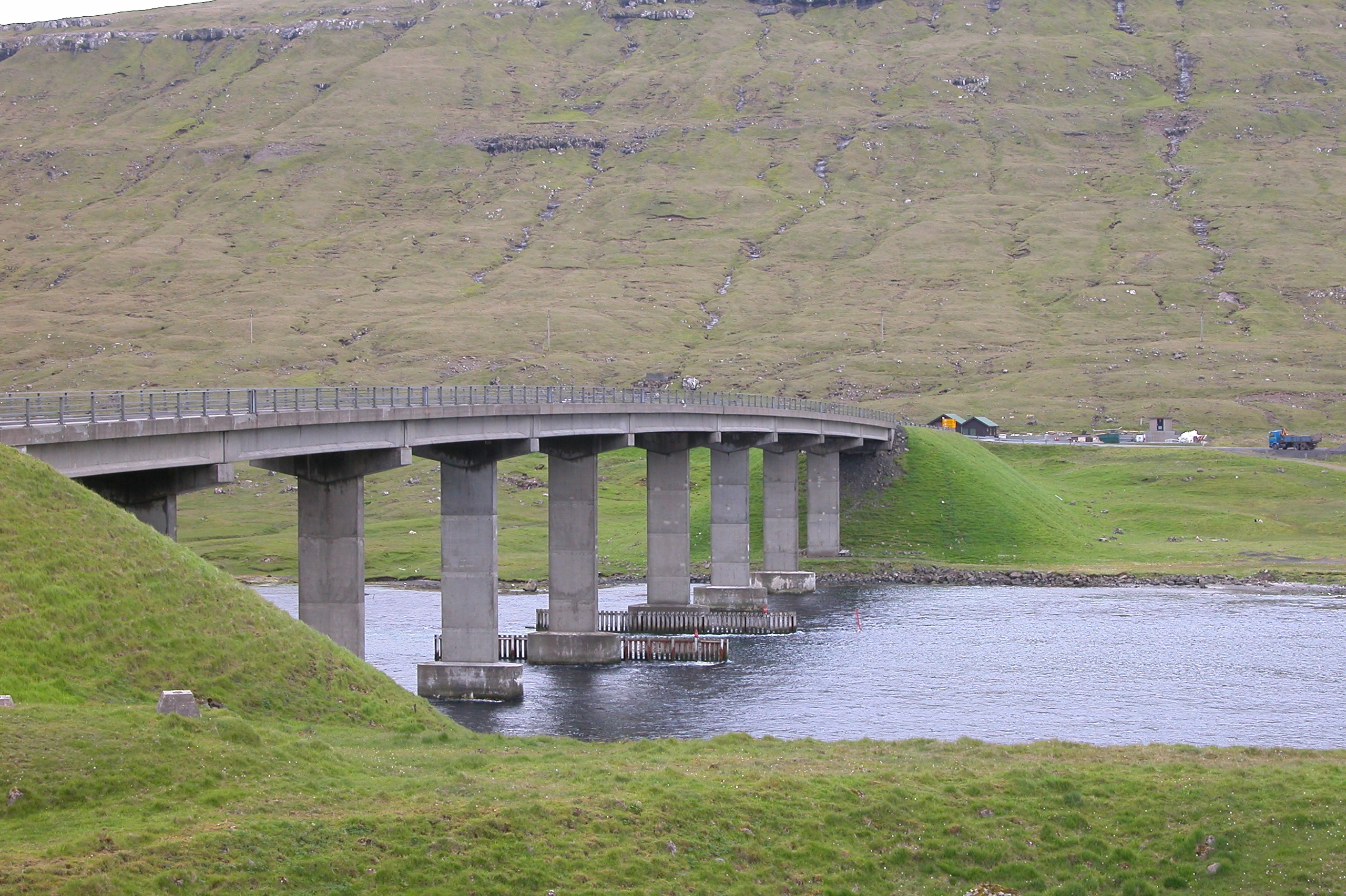
Most, spojující ostrovy Streymoy a Eysturoy
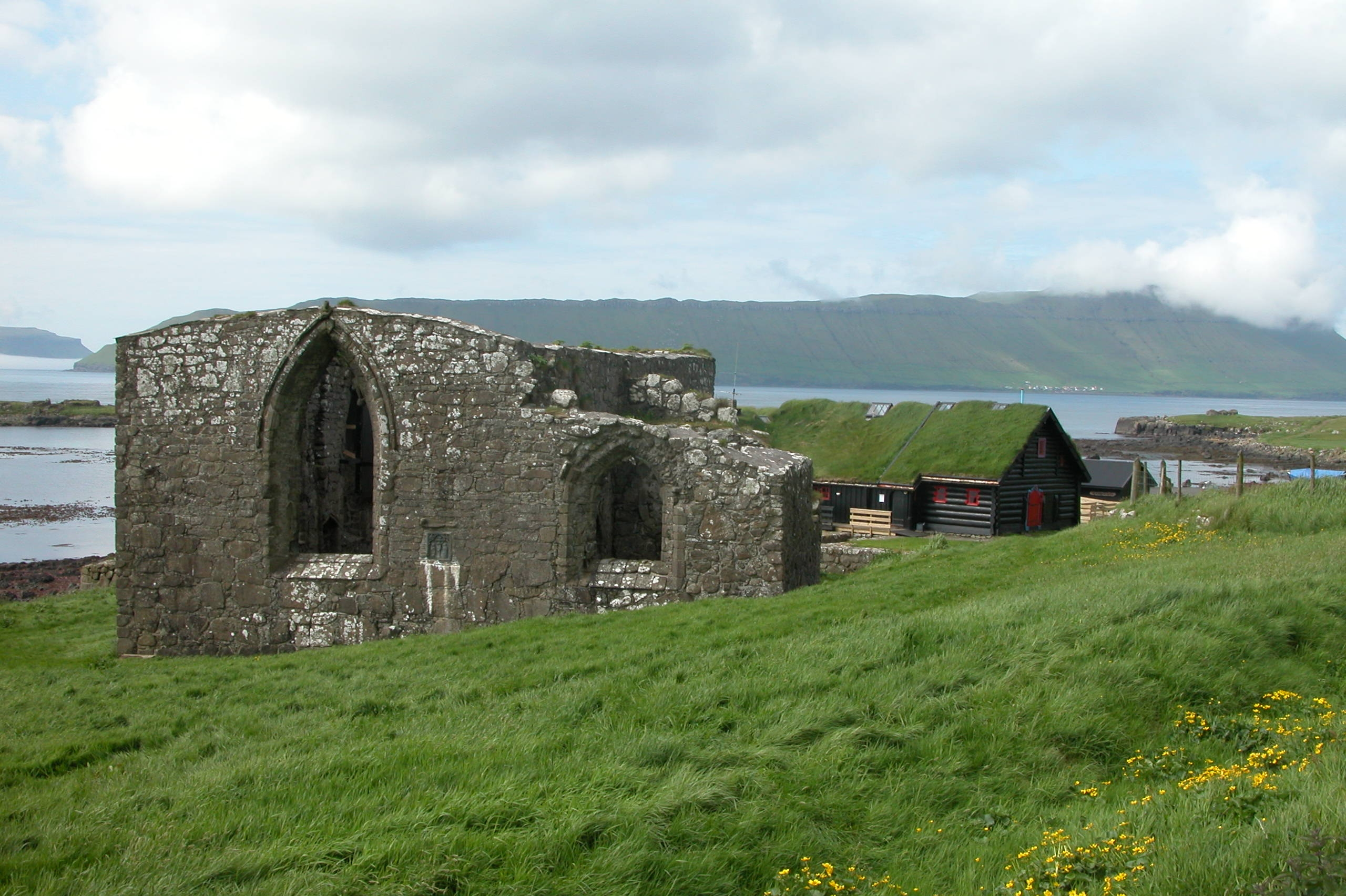
Zřícenina katedrály sv. Magnuse ve vesnici Kirkjubøur
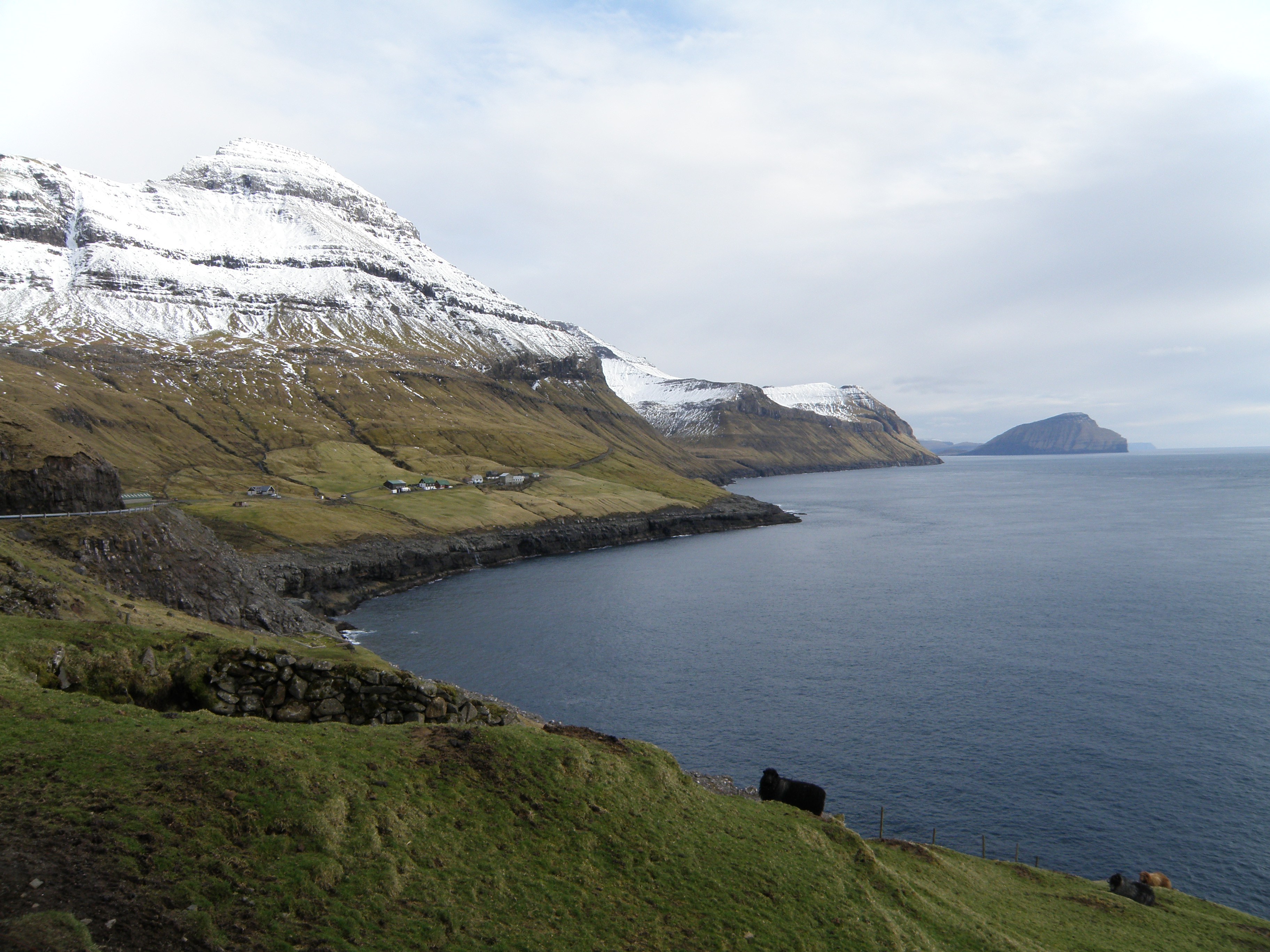
Západní pobřeží ostrova
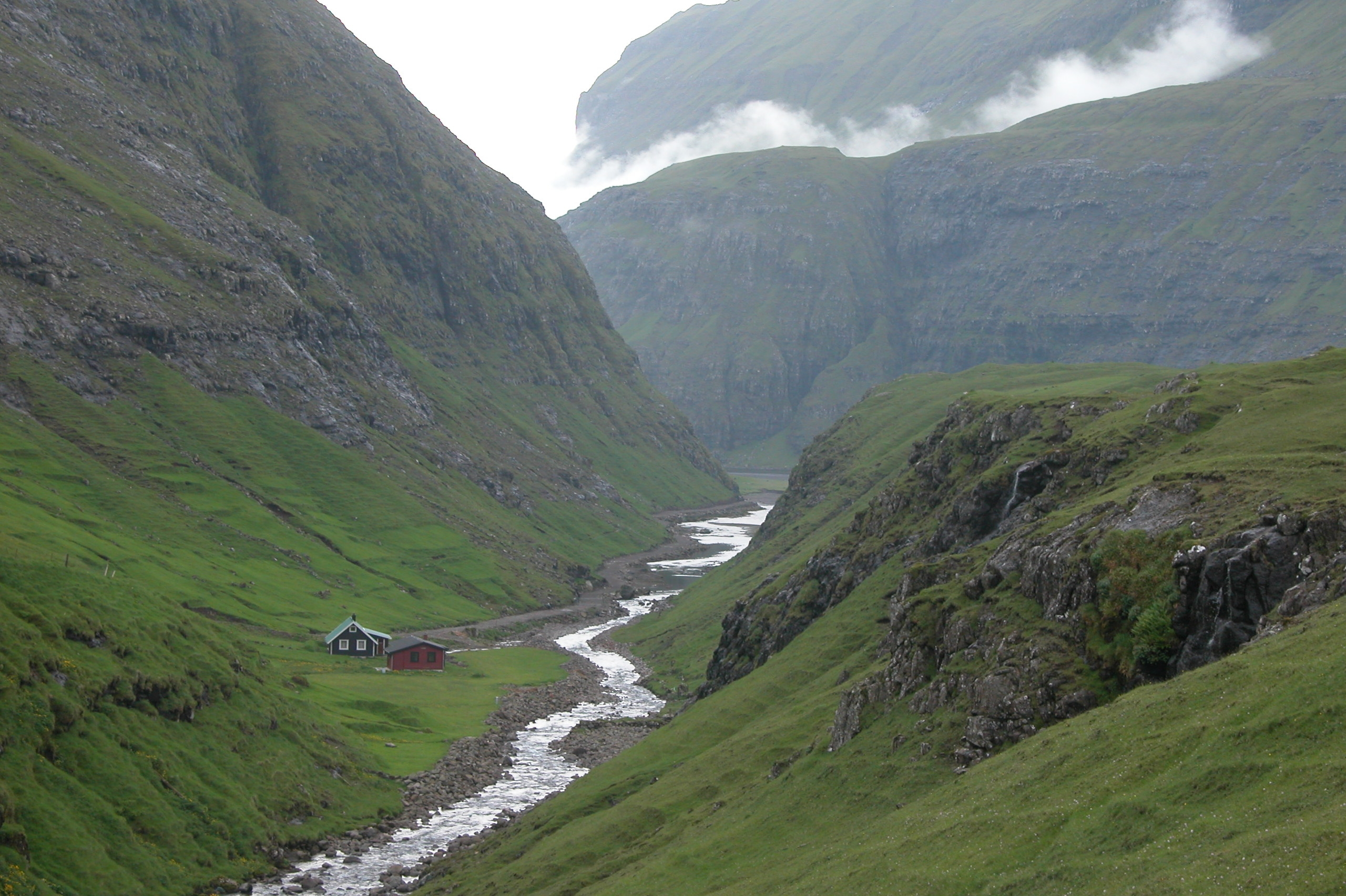
Hory nedaleko vesnice Saksun